# Palo Blanco, Argentina
Palo Blanco är en ort i Argentina.   Den ligger i provinsen Catamarca, i den norra delen av landet, 1 200 km nordväst om huvudstaden Buenos Aires. Palo Blanco ligger 1 966 meter över havet och antalet invånare är 992.
Terrängen runt Palo Blanco är kuperad västerut, men österut är den platt. Terrängen runt Palo Blanco sluttar brant österut. Trakten runt Palo Blanco är nära nog obefolkad, med mindre än två invånare per kvadratkilometer.. Palo Blanco är det största samhället i trakten.
Trakten runt Palo Blanco är ofruktbar med lite eller ingen växtlighet.